# Inthaeron rossi
Inthaeron là một chi nhện đơn loài Inthaeron rossi trong họ Cithaeronidae. Chúng chỉ được tìm thấy ở Ấn Độ.